# Stadio della Vittoria (Tolentino)
Lo stadio della Vittoria è un impianto sportivo di Tolentino (MC).

## Storia
L'impianto è diviso in cinque settori che sono: Tribuna Coperta, Tribuna Vip, Gradinata (di fianco alla tribuna ma settore scoperto), Curva e Curva Ospiti (entrambe scoperte). Le curve non sono, come di solito accade, opposte, ma sullo stesso lato divise da un prato con una siepe che riproduce la scritta Tolentino.
Lo stadio così come si presenta è frutto della ristrutturazione dopo la promozione in Serie C2 del campionato 1994-1995 poiché prima Tribuna Coperta e Gradinata erano meno capienti, inoltre, non erano presenti le Curve ma vi era una Tribuna in legno opposta alla Tribuna Coperta.
Il record di presenze prima della ristrutturazione risale alla partita finale Tolentino-Nereto della Serie D 1994-1995 con 2 800 spettatori, mentre dopo la ristrutturazione spetta a Tolentino-Rosetana, partita finale della Serie D 2002-2003, con 3 300 presenze.
Presenta inoltre la pista d'atletica usata dall'Atletica Tolentino.